# Liste der Biografien/Ert
Liste der Biografien |
Portal Biografien |
Personensuche
# |
A |
B |
C |
D |
E |
F |
G |
H |
I |
J |
K |
L |
M |
N |
O |
P |
Q |
R |
S |
T |
U |
V |
W |
X |
Y |
Z |
?
 
Ea |
Eb |
Ec |
Ed |
Ee |
Ef |
Eg |
Eh |
Ei |
Ej |
Ek |
El |
Em |
En |
Eo |
Ep |
Eq |
Er |
Es |
Et |
Eu |
Ev |
Ew |
Ex |
Ey |
Ez
 
Era |
Erb |
Erc |
Erd |
Ere |
Erf |
Erg |
Erh |
Eri |
Erj |
Erk |
Erl |
Erm |
Ern |
Ero |
Erp |
Err |
Ers |
Ert |
Eru |
Erv |
Erw |
Erx |
Ery |
Erz
Die Liste der Biografien führt alle Personen auf, die in der deutschsprachigen Wikipedia einen Artikel haben. Dieses ist eine Teilliste mit 145 Einträgen von Personen, deren Namen mit den Buchstaben „Ert“ beginnt.

## Ert

### Erta
- Erta, Bernat (* 2001), spanischer Sprinter
- Ertan, A. Kubilay (* 1964), türkisch-deutscher Mediziner
- Ertan, Aysun (* 1966), deutsch-türkische Journalistin, Übersetzerin, Lyrikerin und Schriftstellerin
- Ertan, Eyüp (* 1996), deutsch-türkischer Kinderschauspieler
- Ertan, Mustafa (1926–2005), türkischer Fußballspieler und -trainer
- Ertan, Semra (1957–1982), türkische Schriftstellerin
- Ertanto, Bobby (* 1960), indonesischer Badmintonspieler
- Ertaş, Neşet (1938–2012), türkischer Sänger und Komponist

### Erte
- Erté (1892–1990), russisch-französischer Illustrator, Bühnenbildner und Modedesigner
- Erte, Veronika, lettische Diplomatin
- Ertegün, Ahmet (1923–2006), türkisch-US-amerikanischer Musikproduzent und Gründer von Atlantic RecordsAhmet Ertegün (1923–2006)

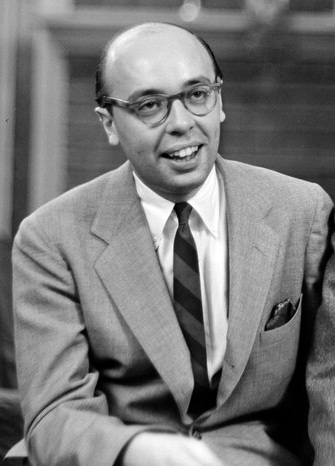
Ahmet Ertegün (1923–2006)

- Ertegün, Münir (1883–1944), türkischer Diplomat
- Ertegün, Nesuhi (1917–1989), US-amerikanischer Jazz-Produzent türkischer Abstammung
- Ertekin, İsmail (* 1959), türkischer Fußballspieler und -trainer
- Ertel, Alide (1877–1955), estnische Prosaistin und Dramatikerin
- Ertel, Allen E. (1937–2015), US-amerikanischer Politiker
- Ertel, Carl (* 1959), deutscher Ruderer
- Ertel, Carlos (* 1974), brasilianischer Handballspieler
- Ertel, Christian, deutscher Schrittmacher
- Ertel, Christian (* 1990), deutscher Rettungsschwimmer
- Ertel, Christine (1953–2015), deutsche Architektin, Archäologin und Bauforscherin
- Ertel, Dieter (1927–2013), deutscher Journalist und Redakteur
- Ertel, Donat (1948–2022), deutscher Bobsportler
- Ertel, Hannah (* 1978), deutsche Judoka
- Ertel, Hans (1904–1971), deutscher Meteorologe und Geophysiker
- Ertel, Janet (1913–1988), US-amerikanische Sängerin
- Ertel, Jean Paul (1865–1933), deutscher Komponist
- Ertel, Joseph (1785–1834), deutscher Jurist
- Ertel, Julie (* 1972), US-amerikanische Triathletin
- Ertel, Julius (1845–1922), deutscher Industrieller, Unternehmer und Mäzen
- Ertel, Manfred (* 1950), deutscher Journalist
- Ertel, Rainer (* 1947), deutscher Volkswirt und heimatkundlicher Autor
- Ertel, Ralph (* 1972), deutscher Opernsänger (Tenor)
- Ertel, Reinhold (1924–1981), deutscher Fußballspieler und Trainer
- Ertel, Sebastian († 1618), österreichischer Komponist
- Ertel, Suitbert (1932–2017), deutscher Persönlichkeitspsychologe und Professor
- Ertel, Traugott (1778–1858), deutscher Messinstrumentenbauer
- Ertel, Werner (* 1941), deutscher Billardfunktionär und -trainer und Radsportler
- Ertel, Wolfgang (* 1959), deutscher Informatiker und Hochschullehrer
- Ertelt, Axel (1954–2023), deutscher Sachbuchautor
- Ertelt, Markus (* 1978), deutscher Schauspieler
- Ertelt, Peter (1932–1990), österreichischer Schauspieler
- Ertelt, Thomas (* 1955), deutscher Musikwissenschaftler
- Ertem, Ceylan (* 1980), türkische MusikerinCeylan Ertem (* 1980)

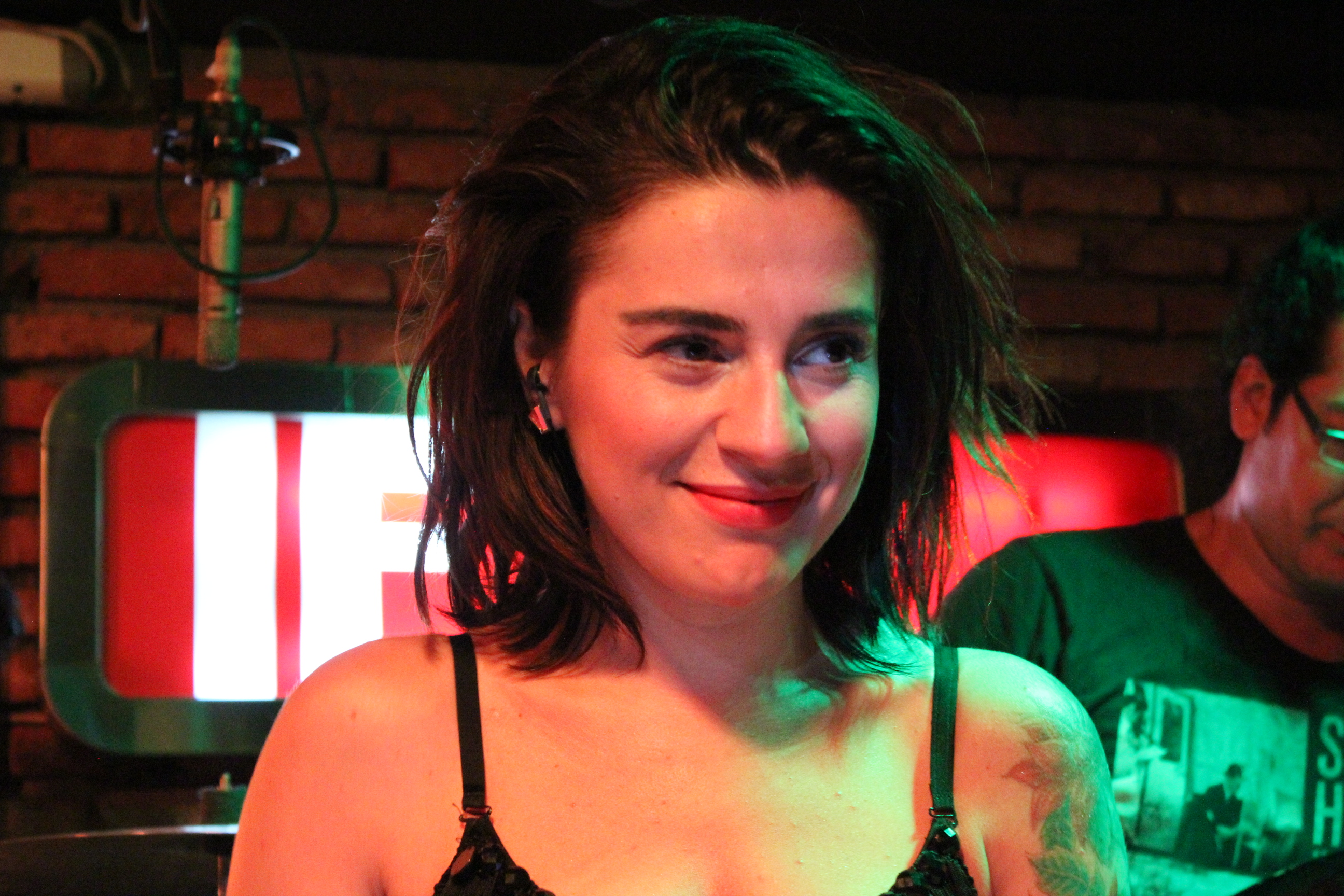
Ceylan Ertem (* 1980)

- Erten, Ayten (* 1946), türkische Schauspielerin
- Erten, Mehmet (* 1948), türkischer Militär, General und Kommandeur der Luftstreitkräfte
- Erten, Yücel (* 1945), türkischer Schauspieler, Regisseur, Schriftsteller, Übersetzer und Intendant
- Ertener, Orkun (* 1966), deutscher Drehbuch- und Romanautor

### Erth
- Erthal, Franz Ludwig von (1730–1795), Bischof von Würzburg und Bamberg
- Erthal, Friedrich Karl Joseph von (1719–1802), Kurfürst und Erzbischof von MainzFriedrich Karl Joseph von Erthal (1719–1802)

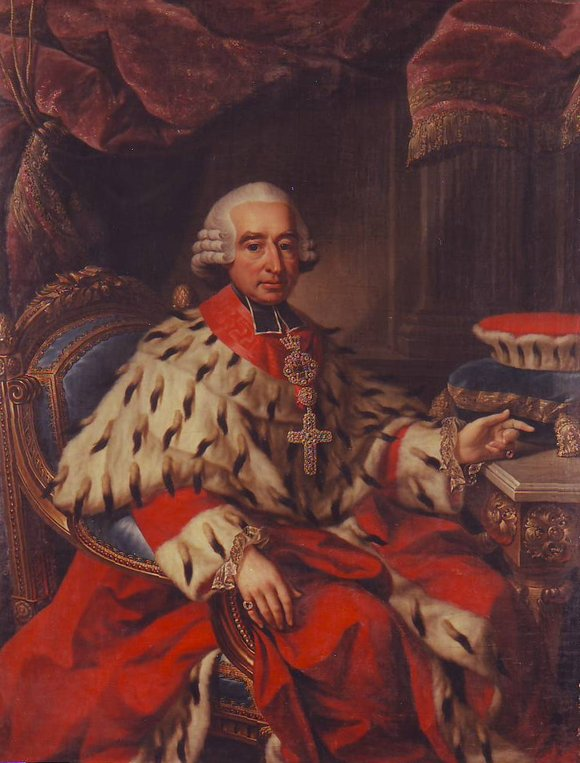
Friedrich Karl Joseph von Erthal (1719–1802)

- Erthal, Karl Friedrich Wilhelm von (1717–1780), Würzburger Domherr und Geheimer Rat
- Erthal, Philipp Christoph von und zu (1689–1748), deutscher Architekt
- Ertheiler, August (1863–1960), deutscher Unternehmer
- Erthel, Augustinus (1714–1796), deutscher Benediktiner der Reichsabtei Fulda, Pädagoge, theologischer Autor und Herausgeber

### Erti
- Ertinger, Franz Ferdinand (1669–1747), deutscher Barockbildhauer
- Ertinger, Hans Ludwig (1641–1722), deutscher Barockbildhauer

### Ertl
- Ertl, Andreas (* 1975), deutscher Skirennläufer
- Ertl, Anton Wilhelm (* 1654), deutscher Jurist und Geograph
- Ertl, Barbara (* 1982), deutsch-italienische Biathletin
- Ertl, Bernhard (* 1973), deutscher Pädagoge
- Ertl, Dominik (1857–1911), österreichischer Komponist und späterer Kapellmeister der Hoch- und Deutschmeister
- Ertl, Edgar Xavier (* 1966), brasilianischer Ordensgeistlicher, Bischof von Palmas-Francisco Beltrão
- Ertl, Emil (1860–1935), österreichischer Dichter und Schriftsteller
- Ertl, Ferdinand (1877–1952), österreichischer Gewerkschafter und Politiker (DAP, DNSAP), Abgeordneter zum Nationalrat
- Ertl, Franz (1839–1906), österreichischer Politiker und Bürgermeister von St. Pölten
- Ertl, Franz (1872–1933), österreichischer Politiker (CS), Landtagsabgeordneter, Abgeordneter zum Nationalrat
- Ertl, Franz Xaver (1919–2016), deutscher Theologe und Priester
- Ertl, Fritz (1908–1982), österreichischer Architekt
- Ertl, Georg (1901–1968), deutscher Fußballtorhüter
- Ertl, Georg (* 1950), deutscher Internist mit Schwerpunkt Kardiologie
- Ertl, Gerhard (* 1936), deutscher Physiker und Oberflächenchemiker
- Ertl, Gerhard (* 1959), österreichischer Filmemacher
- Ertl, Gottfried (1897–1974), österreichischer Politiker (ÖVP), Landtagsabgeordneter, Mitglied des Bundesrates
- Ertl, Hans (1889–1960), deutscher Landrat
- Ertl, Hans (1908–2000), deutscher Bergsteiger, Kameramann, Kriegsberichterstatter, Regisseur
- Ertl, Hans (1909–1978), österreichischer Eishockeyspieler
- Ertl, Harald (1948–1982), österreichisch-deutscher AutomobilrennfahrerHarald Ertl (1948–1982)

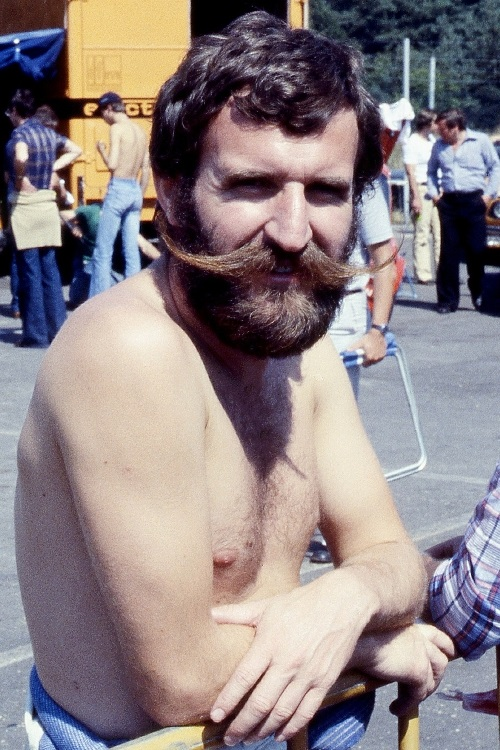
Harald Ertl (1948–1982)

- Ertl, Heimo (* 1943), deutscher Anglist und Bildhauer
- Ertl, Johann (1845–1906), österreichischer Maler
- Ertl, Johann (1882–1922), Gründer der Seilerwarenfabrik in Hodschag und Abgeordneter im jugoslawischen Parlament
- Ertl, Johann (* 1959), österreichischer Politiker (FPÖ), Abgeordneter zum Bundesrat
- Ertl, Johannes (* 1982), österreichischer Fußballspieler
- Ertl, Josef (1925–2000), deutscher Politiker (FDP), MdBJosef Ertl (1925–2000)

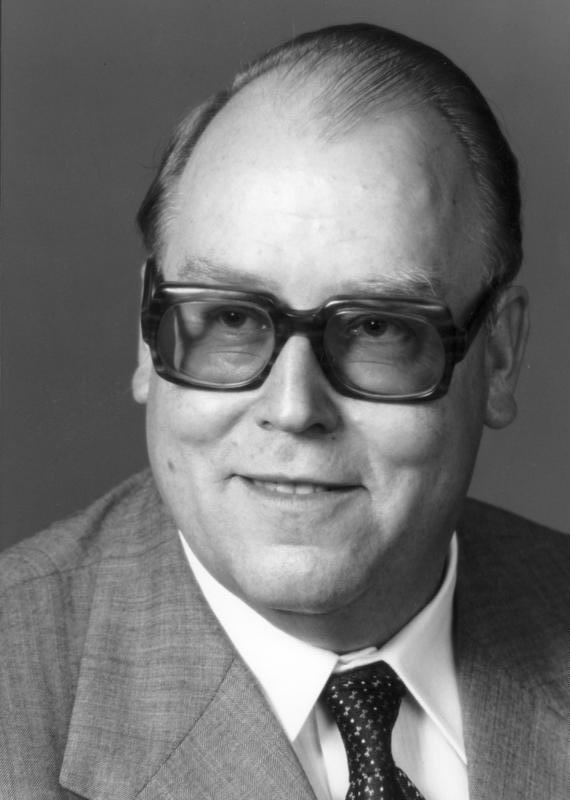
Josef Ertl (1925–2000)

- Ertl, Karin (* 1974), deutsche Leichtathletik-Mehrkämpferin
- Ertl, Karl (1909–1975), österreichischer Militär-Kapellmeister und Komponist
- Ertl, Marie (1837–1909), österreichische Malerin
- Ertl, Martina (* 1973), deutsche Skirennläuferin
- Ertl, Monika (1937–1973), deutschstämmige Angehörige des bewaffneten politischen Untergrunds in Bolivien
- Ertl, Moritz (1859–1934), österreichischer Beamter und Minister
- Ertl, Otto, deutscher Architekt und Baubeamter in Deutsch-Südwestafrika
- Ertl, Roland (1934–2015), österreichischer Architekt
- Ertl, Roland (* 1945), österreichischer Militär, Chef des Generalstabes und ranghöchster Offizier des Österreichischen Bundesheeres
- Ertl, Sigrid (* 1965), deutsche Schriftstellerin
- Ertl, Stefan (* 1969), deutscher Fußballspieler
- Ertl, Thomas (* 1957), deutscher Informatiker und Hochschullehrer
- Ertl, Thomas (* 1968), deutscher Marathonläufer
- Ertl, Thomas (* 1968), österreichischer Historiker
- Ertl, Waldemar (1930–2005), deutscher Gewichtheber
- Ertl-Schmuck, Roswitha (* 1954), deutsche Wissenschaftlerin, Professorin für Pflegedidaktik
- Ertle, Martin (1641–1712), Abt des Klosters Rot an der Rot
- Ertle, Sebastian, deutscher Steinmetz und Bildhauer
- Ertler, Bruno (1889–1927), österreichischer Schriftsteller
- Ertler, Klaus-Dieter (* 1954), österreichischer Romanist
- Ertlin, Johann († 1607), deutscher katholischer Geistlicher und Weihbischof
- Ertlschweiger, Rouven (* 1976), österreichischer Journalist und Politiker (Team Stronach), Abgeordneter zum Nationalrat
- Ertlthaler, Julius (* 1997), österreichischer Fußballspieler

### Ertm
- Ertman, Ertwin (1430–1505), Ratsherr und Erster Bürgermeister von Osnabrück
- Ertmann, Benno (1940–2022), deutscher Generalleutnant
- Ertmann, Dietmar (* 1950), deutscher Jurist und Universitätskanzler
- Ertmann, Dorothea von (1781–1849), deutsche Pianistin
- Ertmann, Isabelle (1954–2015), deutsche Schauspielerin und Theaterpädagogin
- Ertmer, Julia (* 1983), deutsche Triathletin
- Ertmer, Rolf (1925–2004), deutscher Modellbahner und Autor
- Ertmer, Wolfgang (* 1949), deutscher Physiker

### Ertn
- Ertner, Arno (1904–1943), deutscher römisch-katholischer Ingenieur und Märtyrer
- Ertner, Stephan (* 1974), deutscher Ministerialbeamter

### Erto
- Ertok, Umran (1940–2014), türkischer Schauspieler, Spielgruppenleiter und Kolumnist

### Ertu
- Ertuğ, Ahmet (* 1949), türkischer Architekturfotograf und Verleger
- Ertuğ, Ercan (1934–2005), türkischer Fußballspieler und -trainer
- Ertug, Ismail (* 1975), deutscher Manager und Politiker (SPD)
- Ertuğ, Mithat (1904–1983), türkischer Fußballspieler
- Ertuğ, Nihat (* 1915), türkischer Basketballspieler
- Ertuğrul Gazi (* 1198), oghusischer Clanführer und der Vater Osmans I.Ertuğrul Gazi (* 1198)

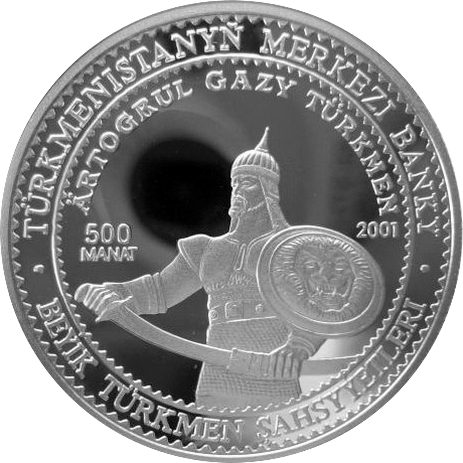
Ertuğrul Gazi (* 1198)

- Ertuğrul, Bülent (* 1978), türkischer Fußballspieler
- Ertuğrul, Çağlar (* 1987), türkischer Schauspieler
- Ertuğrul, Günay (* 1947), türkischer Jurist, Politiker und Minister
- Ertuğrul, Muhsin (1892–1979), türkischer Theater- und Filmpionier
- Ertuğruloğlu, Tahsin (* 1953), türkisch-zyprischer Politiker
- Ertuna, Yalçın (* 1942), türkischer Konteradmiral
- Ertunç, Hüseyin (1947–2018), türkischer bildender Künstler und Jazzmusiker
- Ertural, Ümit (* 1984), deutsch-türkischer Fußballspieler
- Erturan, Ayça (* 1983), türkische Schauspielerin
- Ertürk, İsa (* 1955), türkischer Fußballspieler und -trainer
- Ertürk, Melisa (* 1993), kanadisch-türkische Fußballspielerin
- Ertürk, Muhammed Himmet (* 1994), türkischer Fußballspieler
- Ertürk, Yakın (* 1945), türkische Soziologin, UN-Sonderberichterstatterin zum Thema „Gewalt gegen Frauen“

### Ertv
- Ertvaag, Ole Christoffer (* 1987), norwegischer Schauspieler

### Ertz
- Ertz, Julie (* 1992), US-amerikanische FußballspielerinJulie Ertz (* 1992)

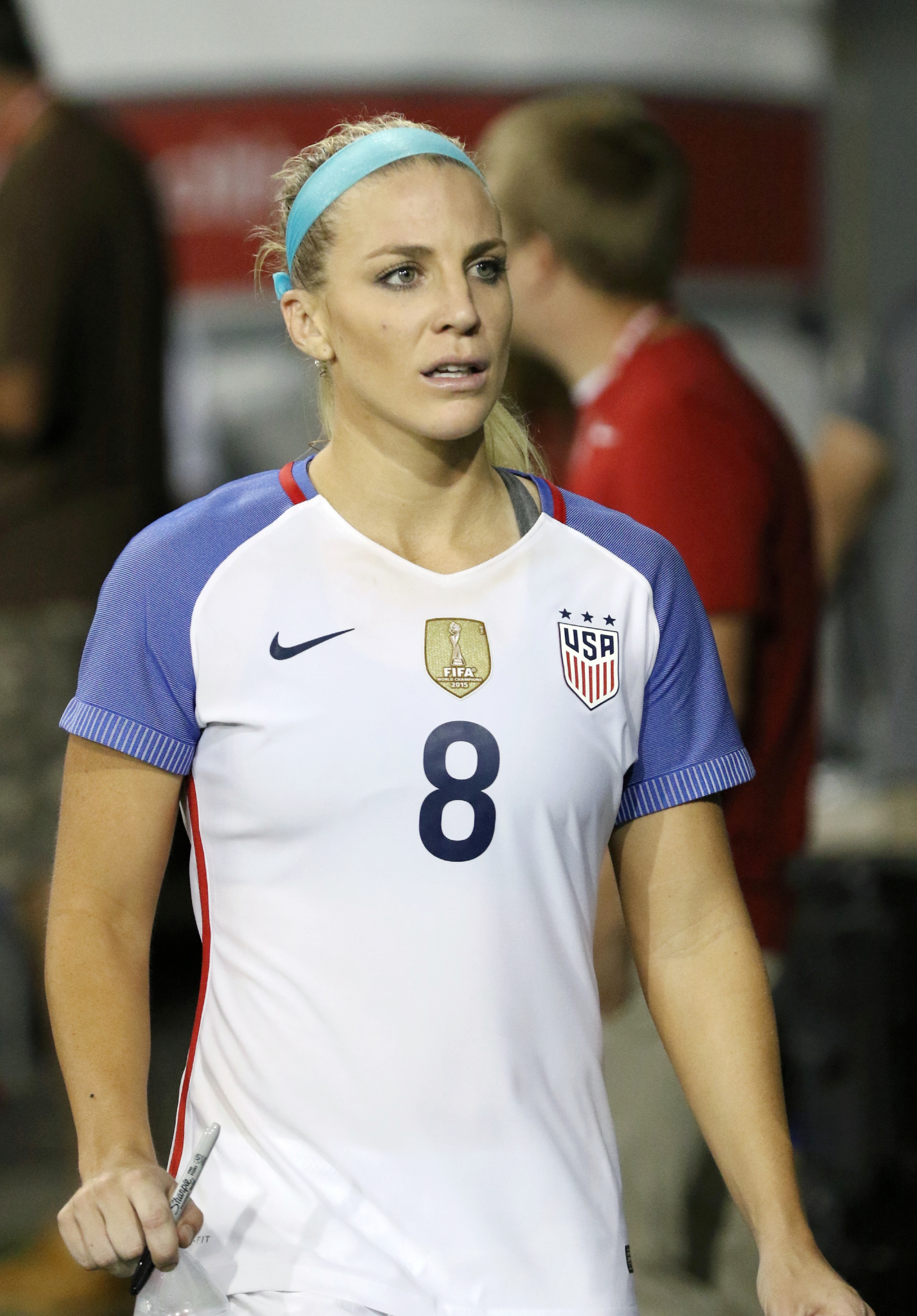
Julie Ertz (* 1992)

- Ertz, Klaus (1945–2023), deutscher Kunsthistoriker
- Ertz, Michael (1921–2002), evangelischer Pfarrer, Autor und Heimatforscher im Kraichgau
- Ertz, Wilhelm (1923–2017), deutscher Allgemeinmediziner
- Ertz, Willi (1943–2018), deutscher Fußballtorhüter und -trainer
- Ertz, Zach (* 1990), US-amerikanischer American-Football-Spieler
- Ertzdorff-Kupffer, Xenja von (1933–2013), deutsche Mediävistin
- Ertzgaard, Astri (* 2002), norwegische Leichtathletin